# طواف فلاندرز 1961
طواف فلاندرز 1961 هو سباق دراجات هوائية أقيم بتاريخ 26 مارس 1961، تكون السباق من 1 مراحل وامتدّ لمسافة 255 كم بسرعة 40.05 كم/س، استغرق السباق 6 ساعة 22 دقيقة 00 ثانية، وفاز به توم سيمبسون من فريق رافا-جيتان-دنلوب ليصبح أول فائز بريطاني. كانت هذه هي النسخة الـ45 من سباق طواف فلاندرز الكلاسيكي ”النصب التذكاري“.